# Næstved Automobilmuseum
Næstved Automobilmuseum er et privat automobilmuseum i Næstved. Museet består af en samling med veteranbiler, motorcykler, knallerter, landbrugsmaskiner og et enkelt fly fordelt på 3.400 på 3 etager m2. Derudover findes 50 små værksteder og forretninger fra 1950'erne. Disse tæller bl.a. købmandsbutik, en tandlægeklinik, en biograf og en køreskole.
Museet blev etableret i 2012 i nogle gamle fabrikshaller, og det er åbent fra maj til september. Det blev grundlagt af Peder Spandet, der driver et autoophug 8 km syd for Næstved. Bilerne stammer bl.a. fra han skrotforretning, men nogle af også hentet til landet fra Østeuropa.